# Filn
Filn（フィルン）は、コンテンツイノベーション株式会社が運営する、アキバ系の趣味嗜好を持つユーザーをターゲットにした興味特化型ソーシャル・ネットワーキング・サービス (SNS)である。
2005年サービス開始。2010年11月6日をもって全てのサービスを終了した。
公式キャラクター「フィル」、「ファル」のキャラクターデザインをぽよよんろっくが担当している。
登録には招待状などを必要としなかった。
独自にインターネットラジオ番組を配信するなど、一時はSNSの枠にとらわれない展開もあった。

## 沿革
- 2005年10月19日 - 東京コンテンツマーケット2005にてブースを出展[1]。
- 2005年11月19日 - サービス開始。当初のシステムはOpenPNE[2]。
- 2006年4月26日 - 独自システムminiSNSへ移行。外観はOpenPNE時代から大きな変化はないものの、いくつか機能が追加された。
- 2006年7月29日 - 「フィル」の姉、「ファル」が登場。
- 2008年4月8日 - Rubyベースの独自システムFiln 2.0へ移行。ログオン時にマイページではなく注目記事が表示されるなど、大きな仕様変更が行われた。
- 2010年10月1日 - 10月31日夕刻をもってサービスを終了することが発表された[3]。
- 2010年11月1日 - 10月29日未明からの大量アクセスでシステムダウンが発生したため、サービス終了を11月6日17時へ延期することが発表された[3]。
- 2010年11月6日 - サービス終了[4]。

## キャラクター設定
- フィル

Filnのマスコットキャラクター。スタッフをしたぼく（下僕）と呼び、きちんと働かないと、「チェスト☆」の言葉と共におしおきをする。
- ファル

フィルの姉。1990年11月10日生まれ。親戚のおじいさんが経営する「純喫茶ジュピター」を引き継ぐ。優しい性格でフィルとも仲がよい。「X68000 XVI」を改造し、インターネットにつなぐ猛者。